# 陳邕
陳邕（665年—760年），字崇福，號南山，唐朝人，為漳州陳姓南院派（又稱太傅派）開基祖。原籍京兆府萬年縣（今陝西省）洪固鄉冑貴里，後遷至河南光州固始縣。開元二十四年（737年）因與李林甫不和，遭貶入閩。貶謫時期，曾於漳州南驛路南廂山（今福建雲霄縣）建漳州南院，卻因此宅第規模宏大而被人誣告意圖謀反，最後只好聽從其女金花建議將宅第捐作「南山寺」，女兒金花亦削髮為尼來解決，而陳邕全家也在這件事之後搬至海澄（今龍海市）三都後水頭（今鎮頭宮水潮社）。陳邕於唐肅宗乾元三年（760年）逝世後葬於三都鎮內海澄水頭社，諡忠順王。

## 生平
陳邕生於唐高宗麟德二年（665年），為唐中宗神龍元年（705年）進士，唐玄宗開元年間官至光祿寺兼禮部尚書左僕射授太子太傅。因與權臣李林甫不和，於開元二十四年（737年）貶至閩地任採訪使。
陳邕家族遷到閩地後，先是住在福州三山井上，再搬到興化楓亭井上（今福建仙遊縣），再到泉州惠安社稷壇後，之後又搬到漳州南驛路南廂山，並建宅第漳州南院。但是後來陳邕卻因此宅第而遭人誣告謀反，最後接受女兒金花獻計將宅第改為「南山寺」，其女亦出家來避家族之禍，而此後陳邕全家搬至海澄三都後水頭。陳邕於唐肅宗乾元三年（760年）逝世，享年九十五歲，葬於三都鎮內海澄水頭社，其父陳忠亦受贈「鄂國公」。
其三子陳夷行於唐文宗時為宰相，子孫在福建發展為南院派，亦稱太傅派，陳邕也被尊為「南院始祖」。

## 家族
陳邕與開漳聖王陳元光為堂兄弟關係。陳邕共育有四子一女，依序是長子陳夷則、次子陳夷鍚、女陳金花、三子陳夷行、四子陳夷實，其中陳夷行於唐文宗時曾擔任宰相，令家族興旺，在福建發展成南院派。

## 忠順聖王信仰
漳州、金門、澎湖等地皆以祖先牌位方式祭拜陳邕，神名為「唐太子太傅陳邕」，並無神像金身。台灣之信仰則始於清治時期，由漳州移民與「開漳聖王」信仰一同帶到臺灣並落地生根，並尊稱為忠順聖王。
台灣較知名之忠順聖王信仰活動為臺南市之「忠順聖王會食祖佛酒迎陳聖祖」，該活動約起源自清同治四年（西元1865年，不過最早在清嘉慶十八年（1813年）地契上即蓋有「忠順王公圖記」之印記），最初是由台南市歸仁區大廟里的歸仁潁川家廟（大學陳家祖厝，清康熙九年（1670年）族譜所載祖先為「開漳聖王陳元光」）獻出祖神「忠順聖王」讓各同脈宗親莊頭輪祀，其後不同脈陳氏宗親也加入輪祀，對聖王也因此產生聖祖、聖王、陳姓祖、陳聖祖、忠順王
等多元的稱呼。此活動整體而言透過輪莊祭祀、食祖等活動凝聚了區域內陳氏宗親間的共同團結。
台灣奉祀忠順聖王之廟宇除歸仁潁川家廟外，尚有歸仁忠順府、歸仁三塊厝順天宮、永康大灣陳厝角忠順聖王宮等。